# Fourneaux, Loire
Fourneaux este o comună în departamentul Loire din sud-estul Franței. În 2009 avea o populație de 623 de locuitori.

## Evoluția populației
| An        | 1975 | 1982 | 1990 | 1999 | 2006 | 2009 |
| --------- | ---- | ---- | ---- | ---- | ---- | ---- |
| Populație | 508  | 490  | 528  | 548  | 633  | 623  |